# Hans Fogh
Hans Marius Fogh (* 8. März 1938 in Rødovre, Dänemark; † 14. März 2014 in Toronto, Ontario, Kanada) war einer der erfolgreichsten Regatta-Segler und Segelmacher mit vielen nationalen und internationalen Meisterschaften in verschiedenen Bootsklassen. Er begann seine seglerische Karriere als dänischer Segler und setzte sie ab 1975 als kanadischer Segler fort. Hans Fogh gewann zwei olympische Medaillen bei insgesamt sechs Olympiateilnahmen.

## Olympische Karriere

### Team Dänemark
- 1960 startete Hans Fogh das erste Mal für sein Geburtsland Dänemark bei den Olympischen Sommerspielen in Neapel als Steuermann in der Bootsklasse Flying Dutchman. Mit seinem Vorschoter Ole Gunnar Petersen gewann er die  Silbermedaille in seiner Jolle Skum.

- 1964 bei den nächsten Olympischen Spielen in Enoshima segelte er wieder mit Ole Gunnar Petersen als Crew. Mit ihrem Boot Miss Denmark 1964 erreichten sie den undankbaren  vierten Platz und verfehlten die Bronzemedaille knapp.

- 1968 startete Hans Fogh mit seinem Vorschoter Niels Jensen erneut in der Bootsklasse Flying Dutchman bei den Olympischen Spielen in Acapulco. Sie erreichten aber nur den 16. Platz.

- 1972 vertrat Fogh Dänemark das letzte Mal bei den  Olympischen Spielen in Kiel in der Bootsklasse Flying Dutchman und erreichte mit seinem Vorschoter Ulrik Brock als Crew den 7. Platz.

### Team Kanada
- 1969 emigrierte Hans Fogh nach Kanada und nach seiner Einbürgerung im Jahr 1975 vertrat er seine neue Heimat bei den Olympischen Spielen 1976 in Kingston (Ontario). Mit seinem Vorschoter Evert Bastet verpasste er knapp die Bronzemedaille und erreichte den  vierten Platz.

- 1984 nahm er zum letzten Mal bei den Olympischen Spielen in Los Angeles (Austragungsort: Long Beach (Kalifornien)) teil. Er startete in der Bootsklasse Soling und gewann als Steuermann gemeinsam mit seinen Mannschaftsmitgliedern Stephen Calder und John Kerr die Bronzemedaille.

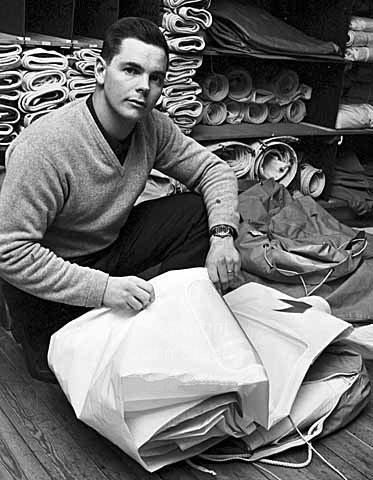
Hans Fogh, Elvstrøm sailmakers, 1964

## Leben
Geboren 1938 in Rødovre, einem Vorort von Kopenhagen wuchs Hans Fogh in einer Gärtnerfamilie auf und man erwartete von ihm den väterlichen Gartenbaubetrieb zu übernehmen.
Mit einem Händchen für räumliche Geometrie konnte er sich ein physisches Objekt wie ein Segel sehr gut vorstellen und so entschied er sich für die Segelmacherei. Paul Elvstrøm holte ihn in seine Firma und Fogh nahm einen Job bei Elvstrøm sailmakers an, um die Feinheiten des Segelmachens zu erlernen. Mit Förderung und Unterstützung durch seinen langjährigen kanadischen Freund und Olympiasegler Paul Henderson emigrierte er im Jahr 1969 nach Kanada und gründete hier eine Segelmacherwerkstatt unter dem Namen Elvstrøm Canada. Henderson wusste genau, dass Kanada damals einen erfahrenen Segelmacher brauchte. Später produzierte er Segel in seiner neuen Heimatstadt Toronto unter den Marken Fogh Sails und North Sails und eröffnete ein Ladengeschäft Fogh Marine. 1975 nahm er die kanadische Staatsbürgerschaft an. Hans Fogh war beteiligt an der Entwicklung der Standards für das Segel der Bootsklasse Laser und der abgeleiteten Bootsklasse Laser Radial wie auch dem Kielboot Laser 28, entworfen von Bruce Farr.
Fogh war mit seiner Frau Kirsten 49 Jahre verheiratet und hatte zwei Söhne (Morten und Thomas) und fünf Enkelkinder. Hans Fogh starb an der Creutzfeldt-Jakob-Krankheit am 14. März 2014 mit 76 Jahren in Toronto.

## Segelkarriere
- Hans Fogh begann zu segeln im Alter von 17 Jahren neben der Arbeit in der väterlichen Gärtnerei. Sein erster internationaler Titel war 1960 der Gewinn der Europameisterschaft im Flying Dutchman.

- Er gewann zahlreiche Welt- und Europameisterschaften sowie nationale Meisterschaften. Er nahm an sechs Olympischen Spielen teil (1960, 1964, 1968, 1972, 1976, 1984) und gewann eine Silbermedaille im Soling während der Pan-Amerikanischen Spiele im Jahr 1987.

- 1978 führte er als Steuermann die Yacht Evergreen für Don Green[3] zum Sieg im Canada’s Cup, einem Segelwettbewerb zwischen Kanada und USA auf den Großen Seen (engl. Great Lakes) in Nordamerika.

- 1979 segelte er die Yacht Evergreen für Don Green im kanadischen Team im Admiral’s Cup.[4]

- 1987 segelte er als Steuermann auf der America’s-Cup-Yacht Canada II während des Louis Vuitton Cup.

## Ehrungen
- 1985 Mitglied in der Hall of Fame des kanadischen Sports (engl.: Canada’s Sports Hall of Fame)

- 1986 Mitglied in der Canadian Olympic Hall of Fame

- 1996 Mitglied in der Etobicoke Sports Halls of Fame